# Lernanthropus micropterygis
Lernanthropus micropterygis is een eenoogkreeftjessoort uit de familie van de Lernanthropidae. De wetenschappelijke naam van de soort is voor het eerst geldig gepubliceerd in 1884 door Richiardi.